# Stern Cooperation Project
Das Stern Cooperation Project (SCP) beschäftigte sich von 2018 bis 2022 mit der Geschichte der deutschen Kunsthändlerfamilie jüdischer Abstammung Julius Stern, Selma Stern, Max Stern, Hedi Stern und Gerda Stern und mit der Geschichte der Galerien, die von 1913 bis 1987 im Besitz dieser Familie waren. Das sind Galerie Stern (Düsseldorf), West‘s Galleries (London) und Dominion Gallery (Montreal). Im Jahr 2022 fand es seinen Abschluss.

## Hintergrund
Das Stern Cooperation Project (SCP) beschäftigte sich mit einem Forschungsgebiet, das bereits seit 2002 durch das Max Stern Art Restitution Project (MSARP) untersucht wird. Während das MSARP sich auf die Identifizierung und Rückgabe geraubter Kunstwerke konzentriert, versuchte das SCP die verfolgungsbedingte Migrationsgeschichte der Familie und ihrer Galerien zu rekonstruieren.
Die Aufgaben des SCP waren mit den Fragen nach verfolgungsbedingt entzogenem Kulturgut (Raubkunst) verbunden, die seit dem Beginn des 21. Jahrhunderts verstärkt erforscht werden und die für das MSARP zentrale Rollen spielen.

## Öffentlicher Aufruf
Um eine breite Öffentlichkeit zu erreichen, hat das SCP mit dem Projektbeginn im Juli 2018 den folgenden Aufruf veröffentlicht:
„Institutionen und Personen, die über Informationen zur Familie Stern, ihren Galerien und ihren Kunstwerken verfügen, werden gebeten, diese dem Projekt … zur Verfügung zu stellen.“

## Projektpartner und Unterstützer
Das SCP ist ein Projekt des Zentralinstituts für Kunstgeschichte in München in Zusammenarbeit mit:
- Vidal Sassoon International Center for the Study of Antisemitism
- Hebräische Universität Jerusalem
- Concordia University
- Max and Iris Stern Foundation, Montreal

Das SCP wurde unterstützt von:
- National Gallery of Canada
- Musée des beaux-arts du Canada
- Haifa Museums of Art
- McCord Museum Montreal
- Musée des beaux-arts de Montréal
- The Israel-Museum Jerusalem
- Leo Baeck Institut

Das SCP wird finanziert von:
- Stiftung Deutsches Zentrum Kulturgutverluste
- Max and Iris Stern Foundation, Montreal